# Felipe Alves (Maj 1990)
Felipe Alves (født 6. maj 1990) er en brasiliansk fodboldspiller.